# Assedio di Huy
L’assedio di Huy del 1595 o presa di Huy, fu un assedio combattuto presso la città di Huy, all'epoca nel principato vescovile di Liegi (attualmente nei Paesi Bassi), dal 7 al 20 marzo 1595, nell'ambito della guerra degli ottant'anni.

## L'assedio
Malgrado le promesse del principe Maurizio di Nassau di salvare Huy dall'assedio, le forze del nuovo governatore dei Paesi Bassi spagnoli, don Pedro Henríquez de Acevedo, conte di Fientes, guidate dal barone don Valentín Pardieu de la Motte, dopo un breve assedio ed avendo trovato poca resistenza, riuscirono a conquistare la cittadella di Huy, strappandola all'esercito protestante guidato da Charles de Héraugière. Tredici giorni dopo, il 20 marzo, Héraugière si era arreso, incapace di mantenere la difesa del luogo.
Le forze spagnole erano composte da due tercios guidati da don Luis de Velasco e da don Antonio de Zúñiga, da due reggimenti di mercenari tedeschi, da tre valloni e da diversi pezzi d'artiglieria. La maggior parte delle forze protestanti erano composte da truppe olandesi, circa 1800 tra fanti e cavalieri, incluso un reggimento scozzese comandato dal generale Barthold Balfour, e da un contingente di soldati ugonotti.

## Abusi
Sebbene Huy fosse stata dichiarata neutrale nella guerra, durante l'occupazione da parte delle forze di Héraugière, la popolazione dovette patire diversi abusi da parte dei soldati protestanti. Diverse chiese ed altrettante case vennero razziate. Le forze spagnole si ritirarono il 23 marzo lasciando la cittadella di Huy nelle mani del capitano Juan de Zornoza e di 150 soldati spagnoli sino al completamento delle riparazioni sulle batterie d'artiglieria ed al ritorno della guarnigione del principe elettore Ernesto di Baviera.
L'occupazione di Huy da parte delle Province Unite e la conseguente violazione dei diritti delle zone dichiarate neutrali, fu il fallimento del piano di Filippo di Nassau per ottenere il controllo di posizioni vantaggiose da cui aprire la strada a nuove operazioni militari nell'area per le truppe francesi comandate dal duca di Bouillon al confine col Lussemburgo.